# Гатаулин, Равиль Фатыхович
Равиль Фатыхович Гатаулин (8 марта 1954, Усть-Каменогорск, Казахская ССР, СССР) — советский хоккеист, нападающий, серебряный призёр чемпионата СССР

## Биография
Воспитанник усть-каменогорского хоккея.
После двух сезонов, отыгранных за «Торпедо», был приглашен в воскресенский «Химик». Но после единственного сезона вернулся на родину. Сыграл 170 игр, забив 94 гола и сделав 42 передачи.
В 1976 году получил приглашение от московского «Динамо». Результат двух сезонов — 40 игр, 11 шайб и 11 передач. Следующие два сезона провел в Киеве. В 83 играх набрал 23+13 очков.
В 1980/81 году помог ижевской «Ижстали» выиграть путевку в высшую лигу. Следующие 4 сезона провёл в этом клубе. Сыграв 211 игр, забил 58 шайб при 40 передачах.
Заканчивать карьеру уехал в Брянск.
Учитель физической культуры в Киевском энергетическом колледже.

## Достижения
- — 2 место в чемпионате СССР — 1977